# Theuma schreineri
Espèce
Theuma schreineri est une espèce d'araignées aranéomorphes de la famille des Prodidomidae.

## Distribution
Cette espèce se rencontre en Afrique du Sud et au Lesotho.

## Description
Les mâles mesurent de 6,5 à 8 mm et les femelles de 7 à 8,5 mm.

## Systématique et taxinomie
Cette espèce a été décrite par Purcell en 1907.

## Étymologie
Cette espèce est nommée en l'honneur de Samuel Cron Cronwright Schreiner.

## Publication originale
- Purcell, 1907 : « New South African spiders of the family Drassidae in the collection of the South African Museum. » Annals and Magazine of Natural History, sér. 7, vol. 20, p. 297-336 (texte intégral).